# Н’Дри, Эрик Паком
Эрик Паком н’Дри (фр. Éric Pacôme N'Dri; род. 24 марта 1978) — ивуарийский легкоатлет, специалист по бегу на короткие дистанции. Выступал за сборную Кот-д’Ивуара по лёгкой атлетике в 1995—2012 годах, бронзовый призёр Всеафриканских игр, чемпион Африки, победитель и призёр ряда крупных международных стартов, участник трёх летних Олимпийских игр.

## Биография
Эрик Паком н’Дри родился 24 марта 1978 года.
Впервые заявил о себе в лёгкой атлетике на международном уровне в сезоне 1995 года, когда вошёл в состав ивуарийской сборной и выступил на чемпионате мира в Гётеборге, где в зачёте эстафеты 4 × 100 метров дошёл до полуфинала. Будучи студентом, представлял Кот-д’Ивуар на Всемирной Универсиаде в Фукуоке — в беге на 200 метров остановился в четвертьфинале, тогда как в эстафете 4 × 100 метров вместе с соотечественниками стал восьмым. На Всеафриканских играх в Хараре взял бронзу в эстафете 4 × 100 метров.
Благодаря череде успешных выступлений в 1996 году удостоился права защищать честь страны на летних Олимпийских играх в Атланте — в программе эстафеты 4 × 100 метров дошёл до стадии полуфиналов.
В 1997 году в эстафете 4 × 100 метров одержал победу на Франкофонских играх в Антананариву, выступил на чемпионате мира в Афинах.
В 1998 году выиграл эстафету 4 × 100 метров на чемпионате Африки в Дакаре.
Принимал участие в Олимпийских играх 2000 года в Сиднее, где в эстафете 4 × 100 метров вновь не смог пройти дальше полуфинальной стадии.
В 2001 году на Франкофонских играх в Оттаве в беге на 100 метров и в эстафете 4 × 100 метров взял бронзу и получил серебро соответственно. На чемпионате мира в Эдмонтоне стартовал сразу в трёх дисциплинах: 100 метров, 200 метров, эстафета 4 × 100 метров.
В 2002 году бежал 200 метров на чемпионате Африки в Радесе.
В 2003 году участвовал в чемпионате мира в Париже, в дисциплине 100 метров занял шестое место на Всеафриканских играх в Абудже.
На Олимпийских играх 2004 года в Афинах в беге на 100 метров дошёл до четвертьфинала.
В 2005 году среди прочего отметился победой на Мемориале братьев Знаменских в Казани. На Франкофонских играх в Ниамее стал вторым в дисциплине 100 метров и победил в эстафете 4 × 100 метров.
В 2006 году бежал 60 метров на чемпионате мира в помещении в Москве, дошёл до полуфинала, установив при этом свой личный рекорд — 6,70.
В 2007 году на Всеафриканских играх в Алжире занял шестое место на дистанции 100 метров, в то время как в эстафете 4 × 100 метров в финале их команда была дисквалифицирована.
На чемпионате Африки 2008 года в Аддис-Абебе н’Дри показал пятый результат в эстафете 4 × 100 метров.
В 2009 году Эрик Паком н’Дри бежал 100 метров на Франкофонских играх в Бейруте, дойдя до полуфинала.
Завершил спортивную карьеру по окончании сезона 2012 года.